# Wincenty Lewoniuk i 12 towarzyszy

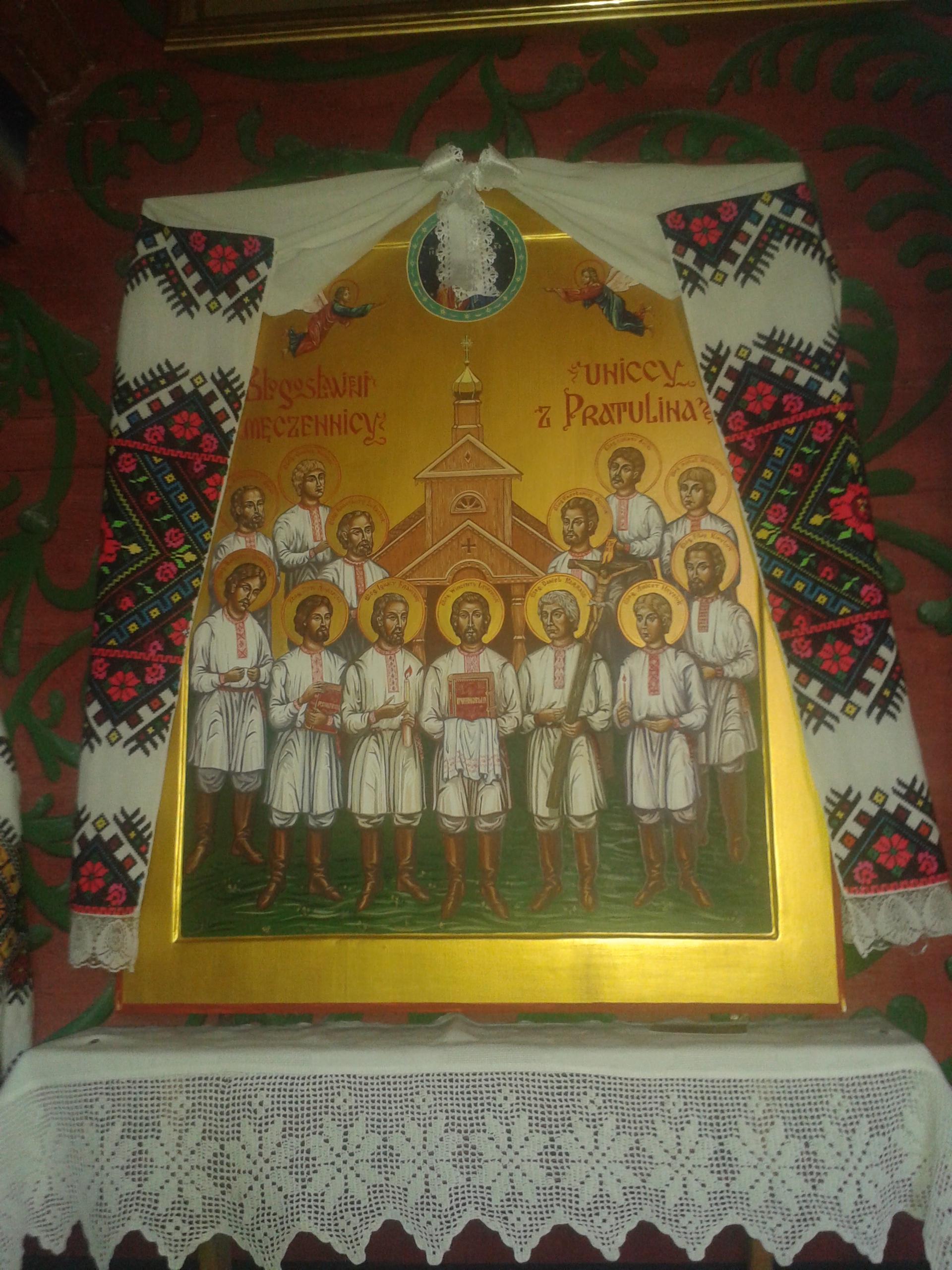
Ikona męczenników w cerkwi św. Nikity w Kostomłotach – Sanktuarium Unitów Podlaskich

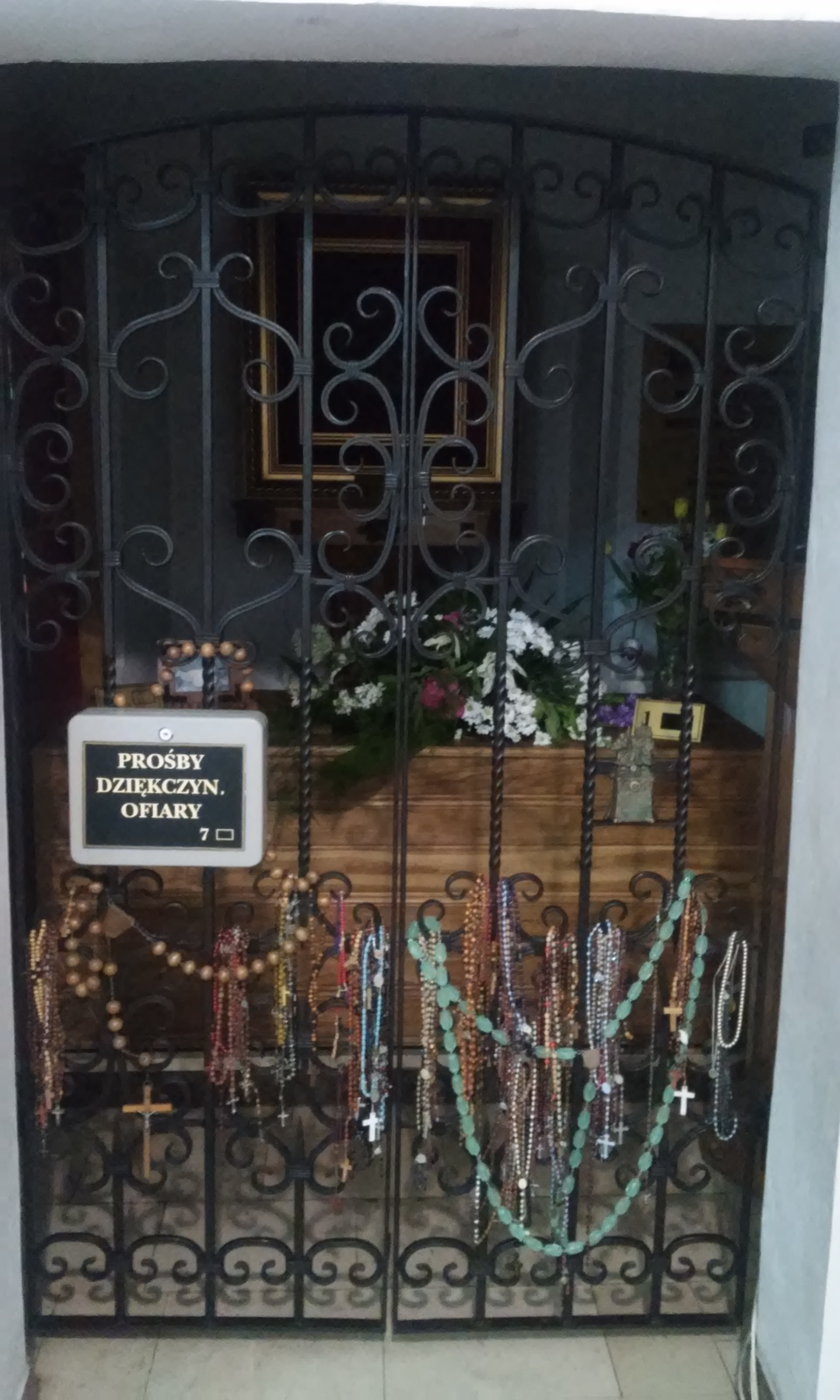
Relikwiarz męczenników w kościele św. św. Piotra i Pawła w Pratulinie

Męczennicy z Pratulina, Męczennicy podlascy, Męczennicy pratulińscy, Męczennicy uniccy, Męczennicy z Południowego Podlasia – 13 unitów (grekokatolików) zamordowanych w Pratulinie, błogosławieni Kościoła katolickiego.
24 stycznia 1874 wojsko rosyjskie (w tym formacje kozackie) otworzyło ogień do parafian modlących się przed świątynią skonfiskowaną przez zaborcę na rzecz prawosławia. Akt ten był najgłośniejszym epizodem prześladowań, które nastąpiły w związku z kasatą unickiej diecezji chełmskiej i przymusowym podporządkowywaniem unitów Rosyjskiej Cerkwi Prawosławnej, w ramach polityki rusyfikacji.

## Geneza męczeństwa
W drugiej połowie XIX wieku car Aleksander II podpisał program likwidacji Kościoła unickiego, co w praktyce miało doprowadzić do wcielenia unickiej diecezji chełmskiej do Rosyjskiego Kościoła Prawosławnego. Realizacja programu miała doprowadzić do zerwania jedności unitów z Kościołem katolickim i ułatwić rusyfikację. Księży sprzeciwiających się carskim reformom usuwano z parafii, zsyłano bądź więziono.
W Pratulinie po wywiezieniu proboszcza parafianie przeciwstawili się przekazaniu świątyni duchownemu prawosławnemu. Wobec braku możliwości porozumienia mieszkańców z przydzielonym księdzem gubernator carski wprowadził wojsko. Miejscowi unici świadomi zagrożenia życia udali się pod świątynię by jej bronić. Zostali rozstrzelani w pozycji klęczącej w czasie modlitwy.
Do podobnych wydarzeń doszło 17 stycznia 1874 w Drelowie, gdzie od kul carskich żołnierzy zginęło 13 unitów. Był wśród nich lokalny przywódca unickiego oporu Semen Pawluk.

## 13 męczenników z Pratulina
- Wincenty Lewoniuk – l. 25, pochodzący z Woroblina. Wśród sąsiadów i znajomych cieszył się opinią pobożnego i przywiązanego do Kościoła człowieka. Podczas obrony świątyni zginął od pierwszej salwy karabinowej.
- Daniel Karmasz – l. 48, żonaty. Jako przewodniczący bractwa, podczas obrony Kościoła stanął na czele z krzyżem, który przechowywany jest w Pratulinie.
- Łukasz Bojko – l. 22. Był człowiekiem szlachetnym i cieszył się dobrą opinią wśród mieszkańców Pratulina. Podczas obrony świątyni bił w dzwony.
- Konstanty Bojko – l. 49. Mieszkał w Zaczopkach. Był ubogim rolnikiem i sprawiedliwym człowiekiem.
- Konstanty Łukaszuk – l. 45. Razem z żoną prowadził gospodarstwo, miał siedmioro dzieci. Szanowano go za rzetelność i uczciwość.
- Bartłomiej Osypiuk – l. 30. Był przykładnym ojcem i mężem, człowiekiem głęboko wierzącym. Od dłuższego czasu pełnił straż przy pratulińskiej świątyni i tam też został śmiertelnie ranny.
- Anicet Hryciuk – l. 19. Ze względu na niezwykłą pobożność i dobroć przyrównywano go do św. Stanisława Kostki.
- Filip Geryluk – l. 44, z Zaczopek. Miał opinię troskliwego ojca i pobożnego człowieka. Zachęcał innych do trwania przy świątyni i sam przy niej zginął.
- Ignacy Frańczuk – l. 50, z Derła. W opinii najbliższych ponad wszystko przekładał wierność wierze. Po śmierci Daniela Karmasza podniósł krzyż i stał na czele obrońców.
- Onufry Wasyluk – l. 21. Pełnił funkcję sołtysa w Zaczopkach. Cieszył się dużym uznaniem u ludzi.
- Maksym Hawryluk – l. 34. Pochodził z Derła. Wraz z żoną pracował na skromnym gospodarstwie. Umarł w domu rodzinnym od rany postrzałowej w brzuch.
- Jan Andrzejuk – l. 26. Uważany za człowieka bardzo roztropnego, pełnił funkcję kantora w parafii. Ciężko ranny podczas obrony świątyni niebawem zmarł w domu rodzinnym.
- Michał Wawrzyszuk – l. 21. Pochodził z Derła. U ludzi cieszył się dobrą opinią. Zmarł na skutek poniesionych ran następnego dnia po obronie świątyni[2].

## Pochówek
Wojsko rosyjskie dokonało pogrzebania męczenników, bez udziału najbliższych, w odosobnionym miejscu, a mogiła została zrównana z ziemią. Po odzyskaniu niepodległości przez Polskę w 1918 roku mieszkańcy Pratulina upamiętnili to miejsce, a 18 maja 1990 roku szczątki zamordowanych przeniesiono do kościoła parafialnego Świętych Apostołów Piotra i Pawła.

## Kult
6 października 1996 papież Jan Paweł II beatyfikował Wincentego Lewoniuka i 12 towarzyszy.
23 stycznia obchodzone jest wspomnienie liturgiczne: Błogosławionego Wincentego Lewoniuka i 12 Towarzyszy, męczenników z Pratulina. Grupa patronuje diecezji chełmskiej i Kościołowi unickiemu, diecezji siedleckiej, Akcji Katolickiej Diecezji Siedleckiej, łukowskiej kapitule kolegiackiej. Szczególnym miejscem kultu są parafia św. Apostołów Piotra i Pawła w Pratulinie i Cerkiew św. Nikity Męczennika w Kostomłotach.